# Praina castra
Praina castra är en fjärilsart som beskrevs av William Schaus 1894. Praina castra ingår i släktet Praina och familjen nattflyn. Inga underarter finns listade i Catalogue of Life.